# Caleb Norkus
Joshua Caleb Norkus (Raleigh, Carolina del Norte, Estados Unidos, 14 de marzo de 1979) es un exfutbolista estadounidense. Jugaba de defensa y militó en diversos clubes de Estados Unidos, Alemania, Chile y Puerto Rico. Incluso disputó 2 partidos con la selección sub-17 de su país y fue parte del plantel, que participó en la Copa Mundial Sub-17 de 1995, que se realizó en Ecuador.

## Clubes
| Club                  | País           | Año         |
| --------------------- | -------------- | ----------- |
| Boulder Nova          | Estados Unidos | 2000        |
| Charlotte Eagles      | Estados Unidos | 2001 - 2002 |
| Sportfreunde Siegen   | Alemania       | 2003        |
| Richmond Kickers      | Estados Unidos | 2004        |
| Charleston Battery    | Estados Unidos | 2004        |
| Unión Española        | Chile          | 2005        |
| Puerto Rico Islanders | Puerto Rico    | 2006        |
| Carolina RailHawks    | Estados Unidos | 2007 - 2010 |
| Charleston Battery    | Estados Unidos | 2010        |
| Puerto Rico Islanders | Puerto Rico    | 2011 - 2013 |
| Bayamón               | Puerto Rico    | 2014        |

## Títulos

### Como jugador
| Título           | Club           | País  | Año    |
| ---------------- | -------------- | ----- | ------ |
| Primera División | Unión Española | Chile | 2005-A |